# Erie BayHawks (2008-2017)
Erie BayHawks was een Amerikaanse basketbalclub uit Erie die speelde in de NBA D-League van 2008 tot 2017.

## Geschiedenis
De BayHawks werden in 2008 opgericht en begonnen in de NBA Development League en speelde in de Erie Insurance Arena. De naam verwees naar Presque Isle Bay die vlakbij Erie ligt. John Treloar werd de eerste coach van de club en leidde de club meteen naar de play-offs. Daar verloren ze in de eerste ronde van de Colorado 14ers. In zijn tweede seizoen als coach werden de play-offs niet bereikt.
In 2010 werd Jay Larranaga hoofdcoach, de club haalde opnieuw de play-offs maar sneuvelde opnieuw in de eerste ronde ditmaal tegen de Reno Bighorns. Ook in 2011/12 werd de eerste ronde de eindhalte nadat er verloren werd van de Austin Toros. In 2012 werd Gene Cross hoofdcoach, onder hem slaagde de club er twee seizoenen op rij niet in de play-offs te halen.
Ook Bill Peterson die in 2014 hoofdcoach werd kon drie seizoenen lang de play-offs niet halen. In december 2016 werd de club gekocht door de Orlando Magic die na het seizoen de club verhuisde naar Lakeland en de ploeg veranderde in de Lakeland Magic.

## Erelijst
- All-NBA D-League First Team: Erik Daniels (2009), Ivan Johnson (2011), Seth Curry (2015)
- All-NBA D-League Third Team: Alade Aminu (2010)

## Resultaten
| Seizoen | Wins | Verlies | Play-offs    | Coach         |
| ------- | ---- | ------- | ------------ | ------------- |
| 2008/09 | 27   | 23      | eerste ronde | John Treloar  |
| 2009/10 | 21   | 29      |              | John Treloar  |
| 2010/11 | 32   | 18      | eerste ronde | Jay Larranaga |
| 2011/12 | 28   | 22      | eerste ronde | Jay Larranaga |
| 2012/13 | 26   | 24      |              | Gene Cross    |
| 2013/14 | 16   | 34      |              | Gene Cross    |
| 2014/15 | 24   | 26      |              | Bill Peterson |
| 2015/16 | 12   | 38      |              | Bill Peterson |
| 2016/17 | 14   | 36      |              | Bill Peterson |

## Bekende (oud-)spelers
| - Mike James - Chris Copeland - Jermaine Beal - Sean Singletary - Derek Raivio |